# Ts’ün-Lao jezik
Ts'ün-Lao jezik (ISO 639-3: tsl; isto i Lao; Ts'ün-loa), jedan od deset centralnih tai jezika, šira skupina tai-sek, na sjeverozapadu Vijetnama u provinciji Lai Chau gdje ga govori oko 10 000 ljudi (1993 Dang Nghiem Van).
Službeno priznata etnička zajednica udruežena s Lào Bóc i Lào Noi.

## Vanjske poveznice
- Ethnologue (14th)
- Ethnologue (15th)
- The Ts'ün-Lao Language